# Purwa Aszadha (nakszatra)
Purwa Aszadha (Dewanagari: पूर्वाषाढा) – nakszatra, rezydencja księżycowa.
Termin używany w astrologii dźjotisz do określenia części Zodiaku położonej w całości w Koziorożcu. Purwa oznacza zachód, aszadha oznacza niezdobyty. W połączeniu z następną nakszatrą Uttara Aszadha reprezentują odkrywanie talentów.

Czas władany tą nakszatrą przesycony jest pragnieniami dotyczącymi tymczasowej egzystencji. Tego dnia podłość człowieka może pojawić się w całej krasie. Przerażający i ciężki dzień.
.